# Землин, Виктор Юрьевич
Виктор Юрьевич Землин (24 января 1964, Трубино, Московская область, СССР) — советский и российский футболист, играл на позиции нападающего.

## Карьера
Воспитанник школы московского «Локомотива». В 1980 году попал в заявку клуба, однако принимал участие лишь в матчах за дублирующий состав. В 1982 году перешёл в московское «Динамо», но вскоре перешёл в ЦСКА, за который за 2 года провёл 6 матчей в чемпионатах СССР. В 1984 году вернулся в «Локомотив», за который провёл 39 матчей и забил 5 голов. В 1986 году перешёл в кемеровский «Кузбасс». В 1990 году перешёл в ярославский «Шинник». После распада СССР «Шинник» взял старт в высшей лиге, где Землин дебютировал 29 марта 1992 года в выездном матче 1-го тура против «Ростсельмаша». В сезоне 1992/1993 играл в Польше, где и завершил игровую карьеру.